# Гімн Пакистану
Каумі Тарана (урду قومی ترانہ, Qaumī Tarāna — «Національний Гімн») — державний гімн Пакистану. Музика гімну була написана в 1950 році членом Комітету з національного гімну Акбаром Мохаммедом на раніше створені Джаганнатом Азадом слова, але остаточно затверджена в 1954 р. після створення нових слів.

## Офіційний текст на урду
پاک سرزمین شاد باد
كشور حسين شاد باد
تو نشان عزم ﮔلیشان
 ! ارض پاکستان
مرکز یقین شاد باد
پاک سرزمین کا نظام
قوت اخوت عوام
قوم ، ملک ، سلطنت
پائندﻩ تابندﻩ باد
شاد باد منزل مراد
پرچم ستارہ و ہلال
رہبر ترقی و کمال
ترجمان ماضی شان حال
 ! جان استقبال
سایۂ خدائے ذوالجلال

## Латинська транскрипція
Pāk sarzamīn šād bād
Kiśwar-e-hasīn šād bād
Tū nišān-e-`azm-e-`alī šān
Arz-e-Pākistān
Markaz-e-yaqīn šād bād
Pāk sarzamīn kā nizām
Qūwat-e-uxūwat-e-`awām
Qaum, mulk, saltanat
Pā'inda tābinda bād
Šād bād manzil-e-murād
Parčam-e-sitāra-o-hilāl
Rahbar-e-taraqqī-o-kamāl
Tarjumān-e-māzī, šān-e-hāl
Jān-e-istiqbāl
Sāyah-e-xudā-e-Zū-l-Jalāl

## Неофіційний переклад
Благословенна Богом земля,
Велике, дружне братство.
Ти символ волі Всевишнього,
Пакистанське царство!
Цитадель нашої віри.
Потужність братства цих людей,
Наводить лад на нашій землі,
Єдине братство народу
Можливості нації в цій країні,
Сяють у славі навічно!
Благослови нас на нашому шляху.
Прапор — півмісяць із зіркою,
Веди до досконалості наших перемог
Повідай нам минуле до слави реальності,
І спрямуй нас до майбутнього!
Під тінню Бога — славного, могутнього.

## Альтернативна переклад
Чиста земля, радуйся,
Прекрасна земля, радуйся,
Ти символ великої волі, о земля Пакистану!
Цитадель вірності, радуйся!
Священна земля закону,
Сила братства народа,
Нація, країна, державо,
Сяй вічно!
Радуйся благим цілям.
Прапор із зіркою і півмісяцем,
Путівник прогресу і досконалості,
Символ минулого, натхнення сьогодення,
Душа майбутнього!
Тінь Бога і величі.